# Endrényi Egon
Endrényi Egon (Budapest, 1946. május 6. – 2014.) Balázs Béla-díjas (1993) fotóművész, standfotós.

## Életpályája
A FÉNYSZÖV-nél tanult, mestere Tamási Sándor fotóművész volt.
Nemrég azt kérdezte a haverom:”Fater, mi lesz, ha egyszer nem hívnak?” Mondtam: „Az nem úgy lesz. Hívnak majd, de már én nem megyek.”

## Filmjeiből
- Sándor Pál: Bohóc a falon
- Zsombolyai János: Varázslat – Queen Budapesten
- Simó Sándor
- Bacsó Péter
- Sztrogoff Mihály (tévésorozat)
- Szörény Rezső: BÚÉK!
- John Huston: Menekülés a győzelembe
- Mészáros Márta: Napló szerelmeimnek
- The Josephine Baker Story